# 구만 (가수)
구만(1997년 4월 26일 ~ )은 대한민국의 가수다. 2019년 싱글 《Chance》로 데뷔했다.

## 학력
- 서울 청운중학교 졸업
- 경복고등학교 졸업
- 백석예술대학교 실용음악과 졸업

## 방송
- 청춘스타 (2022) - Top41

## 공연
- Have A Nice Day #9 (2021)
- Have A Nice Day - On your H.A.N.D (2021)
- Have A Nice Day - the Weekend (2021)